# 菅原淳一
菅原淳一（1959年3月27日—）是日本的男性聲優。宮城縣出身。所屬Production baobab。劇團雙六附屬養成所第一屆生。

## 特色
演出從少年到老年的角色等等，客串和配角的角色演出比較多。GUNDAM系列作品裡扮演者從電視系列到OVA等等，演出了各式各樣的角色。

## 演出作品

### 電視動畫
1984年
- 宇宙防衛隊（安德洛墨達、安德洛墨達代表、喇叭、霍霍曼、畢宿五 其他）
- 裝甲騎兵（游擊戰人員D、市民）
- 請多指教梅卡鐸（永澤、暴走族A）
- 魯邦三世 PartIII

1985年
- 蒼藍流星（士兵B）
- 鄰家女孩（池田）
- 六三四之劍（大石嚴）

1986年
- 蜜餡公主（大福、丸金屋、蔦屋重三郎、魚辰、巴吉紀錄、師傅、彪助、龐西、牛、黏黏的看守 其他）
- 太空三寶（卡米爾、05）
- 機動戰士GUNDAM ZZ（愛洛・梅洛葉、唐納・奇來、戴爾）

1987年
- 超能力魔美（小敦）
- 陽光夥伴（武居）

1988年
- 小松君（第2作）（男子）

1989年
- 偶像傳說英里子（柿本、播報員、負責人A）
- 超時空遊俠（士兵、市民、陪審員、部下、市長、侍者、盗賊B、隊長、掌舵A、布魯斯、士兵）
- 以柔克剛（安井）

1990年
- 江戶小子 合點太助（佐助、忍者、家臣B）
- NG騎士檸檬汽水&40（紅豆湯）
- 功夫貓黨（謝謝7號）
- 魔法天使甜蜜薄荷（司機、店的老爹、田地的主人 其他）
- 至尊勇者（閃亮3世、聖機城堡、唐藍）
- 黑色推銷員（筒井伸一）

1991年
- 健次通信揚玉（校長、平家蟹夫）
- 快樂的慕敏一家 冒險日記（哨兵）
- 21衛門（20衛門（少年時代））
- 丸出駄目夫（便利商店店長、支店長）
- 横山光輝 三國志（郭圖、顧雍）
- 黑色推銷員（常仁一人）

1992年
- 向明天罰球（米格爾）
- 宇宙騎士BLADE（將軍B）
- 蠟筆小新（Guts具志堅、乘客B、客人、日航）
- 南國少年奇小邪（阿球）

1993年
- 黑色推銷員忘年特大號（夢野童太）

1994年
- 機動武鬥傳G GUNDAM（加拉・賈拉、水手1）
- 魔法騎士雷阿斯（乘務員A）
- 美少女戰鬥隊（梶原）

1995年
- H2（警衛、少年棒球教練）
- 獸戰士賈奇法（金多爾）
- 新機動戰記GUNDAM W（西迪奇）
- 依沙米大冒險（犯人）
- 宇宙小毛球（主任、蒙太郎、寶藏將軍、拉麵大王）
- 魯邦三世 追著哈里馬歐的財寶！！

1996年
- 奧運高手（嵯峨康則）
- 機動新世紀GUNDAM X（部下、飛行員B、秘書、冰淇淋屋老闆、操作人員A）
- 機動戰艦（才藏、提督）
- 蠟筆小新（堀內）
- YAT安心!宇宙旅行

1997年
- 動畫加油五右衛門（百地物知介、搜査課長）
- CLAMP學園偵探團（男子E、黑衣人B）
- 忍者亂太郎（小野谷正借）
- 靈異獵人（咲坂記者）
- 名偵探柯南（辻三郎）

1998年
- Weiß kreuz（桂久雄、佐久間翔一郎、賴常健太、穗原剛仁 其他）
- 星際牛仔（主持人A）
- 餓沙羅鬼（高山臨巳）
- 龍族傳說（毛姆大臣）
- 失落的宇宙（司儀）

1999年
- 傀儡師左近（叔叔、管理員、警察署長）
- 霹靂酷樂貓（爺爺、將軍・弟弟、校長、嘴唇凱爾凱、刑警課長 其他）
- The Big O（技師長、法律顧問）
- 週刊故事樂園（飼養員、擔任者、警衛、政治家、幹部 其他）
- 忍者亂太郎（虎根木佐六）
- 無限的未知（宋蜻蜓、馬可・保羅、穿衣男子、少年B、學生A、學生C、隊員A）
- 名偵探柯南（監視員、刑警A、鑑識課員、石島昭義、管理人）

2000年
- 機巧奇傳希窩烏戰記（六藏、家臣）
- 星界的戰旗（克蘭）
- 忍者亂太郎（曉鬼（第一代））
- 向阳之树（士兵B）
- 名偵探柯南（酒吧招待員、記者B、技術員、農夫、村人A、老闆、警官A、旅館工作員）

2001年
- 超能奇兵（穆喬服部）
- Z.O.E Dolores, i（酒吧的老闆）
- 數碼寶貝馴獸師（黑澤清二校長）
- 星之卡比（波旁、大阪廚師）
- 名偵探柯南（刑警B、鑑識B、老人、男人B、警官、町田安彦、理髪店店主、刑警C、老人、友永久寿壽男、假警官、主辦者）
- 小魔女Doremi（第三部）（小太郎的爺爺）

2002年
- 我們這一家（橘先生的父親、上司、獸醫師、管制室長、役者A、店員）
- 機動戰士GUNDAM SEED（賽爾曼、船務士官、將校、整備員、士官、管制、整備播報員、地球軍艦長——德莱思）
- 數碼寶貝最前線（漢寶蒙的店長）
- Panyo Panyo Di Gi Charat （老人）
- 名偵探柯南（大叔、赤野角武、前輩刑警、職員、潮武）
- 陸上防衛隊（首相）

2003年
- 妮嘉尋親記（警察署長、商人、農夫、新娘的父親）
- 萬花筒之星（尚・貝尼尼）
  - 萬花筒之星 新的羽翼（尚・貝尼尼）
- 魔法少年賈修（村長）
- 高橋留美子劇場 人魚森林（逆髪衆、駐在、年輕的爹、男子A）
- 機魂末世錄（店主）
- 成惠的世界（七瀨正）
- 忍者亂太郎（疾風）
- 麥穗星之夢（鹽見）
- 名偵探柯南（副導演、職員2、作業員、導師）

2004年
- Keroro軍曹（恰克職業星人）
- 琉球武士瘋雲錄（審判）
- 忍者亂太郎（商人）
- 名偵探柯南（井田嚴）

2005年
- 天使心（警察幹部、警官）
- 槍與劍（神父、車站人員、患者 其他）
- 極速攝殺（牛込、野木、橋本、中延、大和、川崎 他）
- 哆啦A夢（大雄的爺爺（第5代）、江來博士 其他）
- 忍者亂太郎（旅人、山賊）
- 怪醫黑傑克（源吉、黑輪屋老闆、警官、漁夫）
- 名偵探柯南（警官）

2006年
- 犬神!（川平家A）
- 蠟筆小新（店主）
- Code Geass反叛的魯路修（通信兵、御宅、部下）
- 地獄少女（校長）
- 怪醫黑傑克（律師、公安、卡車男子）
- 怪醫黑傑克21（克羅傑爾博士、克拉克、尼龍、機長、刑警、車掌）
- 名偵探柯南（導演、蔬菜店、職員）

2007年
- Keroro軍曹（Joriri）
- 戀愛天使安琪莉可 〜耀眼的明日〜（市長）
- 史上最強弟子兼一（近藤）
- DARKER THAN BLACK（朋友的父親）
- 忍者亂太郎（忍者夥伴、奇怪的男子）
- 名偵探柯南（職員、中川刑警）

2008年
- 戰爭童話 小菊與狼（橋本）
- 忍者亂太郎（常呂天膳、主人、焼後錘竹忍者）
- 可愛巧虎島（李奧納多老師）
- PERSONA -trinity soul（中村）

2009年
- 姊弟物語（主辦人的聲音、畫商、町田的父親）
- 浪漫追星社（山田）
- 忍者亂太郎（男人、士兵、五車名人、龍）

2010年
- 蠟筆小新（急救隊員A）
- Keroro軍曹（宇宙豬）
- 姊弟物語（喜平的兒子、山中的兒子）
- 哆啦A夢（老犬人類）
- 火影忍者疾風傳（妖貓）
- 忍者亂太郎（山野金太、毒笹湯的忍者）

2011年
- 蠟筆小新（間諜A）

2017年
- 蠟筆小新（老人）
- 名侦探柯南（谷崎赳志）

2018年
- 蠟筆小新（駄知洋介）
- 名侦探柯南（车站值班员）

2019年
- 名侦探柯南（教师）

### OVA
- 伊蘇II（路巴）
- 乙姫CONNECTION（小弘）
- 萬花筒之星 新的羽翼（尚・貝尼尼）
- GUNDAM系列作品
  - 機動戰士GUNDAM 0083：Stardust Memory（機械工、俘虜、士兵A）
  - 機動戰士GUNDAM第08MS小隊（羅伯少尉、諾波、吉翁飛行員、士兵D、通信士B）
  - 機動戰士GUNDAM SEED ASTRAY（商人）
- 非常偶像Key（職員、舞台監督）
- 再造人卡辛（巴拉辛）
- 旭日艦隊（路易斯・麥克阿瑟、米凱里努斯、柏格）
- 銀河英雄傳說外傳、千億之星、千億之光（拉姆西・華茲）
- 紺碧艦隊（東野源一郎、九重公爵、路易斯・麥克阿瑟、波斯、史瓦蒂・甘地、豪森、羅森柏格、楚德）
- 真蓋特機器人 世界最後之日（飛行員C）
- 破裏拳波利瑪（送貨人員）
- 沙漠薔薇（哈洛德・羅斯班克）
- 裝甲騎兵
  - 伏湯姆斯外伝 機甲獵兵（監視兵A）
  - 裝甲騎兵 佩森檔案（主管、分析官B、國防省分析官B）
- 卒業 ～Next Graduation～（管家）
- 東京巴比倫（社員、警官）
- 龍騎士（蜥蜴男①）
- 萬能文化貓娘DASH!（電腦、重職人員B）
- 風魔小次郎（雷炎）
- 危險調查員（男）※第28話
- 魔物獵人妖子（山田）

### 劇場版動畫
- 阿斯蘭戰記（商人）
- 阿斯蘭戰記II（士兵A）
- 酸梅星王子 重宇宙盡頭到潘怕隆潘（札田）
- 星際牛仔 天國的門扉（強盗B）
- 機動戰士GUNDAM第08MS小隊 米拉斯記者（男人）
- 風起雲湧！壯烈！戰國大合戰（鐵砲頭）
- 風起雲湧！我的超時空新娘！（店長）
- 獸兵衛忍風帖（新九郎）
- 逮捕令 the MOVIE
- 鄰家女孩 沒有背號的選手（田川）
- 鄰家女孩3 在你走過之後 -DON'T PASS ME BY-（池田）
- 哆啦A夢電影作品
  - 大雄的宇宙小戰爭（自由同盟隊員F）
  - 大雄與銀河超特急（唐）
  - 大雄的太陽王傳說（士兵B）
  - 大雄與翼之勇者（烏鴉警備隊A）
  - 大雄的新魔界大冒險~7人的魔法使者~（醫生）
  - 大雄與綠之巨人傳（亞瑪之父）
  - 新·大雄與鐵人兵團（貴族機器人）
- 平成狸合戰（親衛隊A）
- 名偵探柯南
  - 名偵探柯南 往天國的倒數計時（塚本元）
  - 名偵探柯南 迷宮的十字路（鞍馬站的站員）
- 消防員的故事（山岸）

### Web動畫
- 幕末機關說（藩重職）

### CD
- 阿斯蘭戰記（瓦弗里斯）
- 英雄傳說IV「朱紅的淚」（斡旋所的男人）
- 十二國記「東之海神 西之滄海」（白澤）
- 快打旋風ZERO系列 外傳 〜春麗踏上旅程之章〜（旁白）
- 裝甲惡鬼村正 ～妖甲秘聞～（始祖村正）
- 創龍傳（叔叔、警察官、護衛）
- 低俗靈DAYDREAM（社長、主編）
- 連續劇CD 八雲起 音盤物語（七地的父親）
- 成惠的世界 〜特別版〜 連續劇CD（七瀨正）
- 人間俱樂部（周）
- 聖火降魔錄 黎明編/紫嵐編（商人）

### 遊戲
- SDGUNDAM GGENERATION SPIRITS（戴爾、諾伏特尼）
- 假面騎士V3（剪刀美洲虎怪人）
- 加油五右衛門〜出出道中 妖怪天子盛〜（知識爺爺）
- 擁抱季節（警官）
- 機動戰士GUNDAM 吉翁的野望 亞克西斯的威脅（戴爾、唐納・奇來、愛洛・梅洛葉、葛雷米軍士官）
- QUILT 〜與你紡織的夢和戀愛的禮服〜（水樹的父親）
- 三隻眼（小竜）
- 超級冒險洛克仁（蛇人、雙子星人）
- 超級機器人大戰NEO（紅豆湯）
- 裝甲騎兵（士兵B）
- 窮途末路城市3-崩壞的街和少女的歌-（石澤要一）
- 傳奇系列
  - 命運傳奇2（加普）
  - 重生傳奇（湯米奇）
- 天外魔境真傳（旁白、小白）
- 帕奇帕拉13 〜超級海與職業拳擊風雲錄〜（小川則夫）
- 帕奇帕拉14 〜風與雲與超級海IN沖繩〜（茂田喜和男）
- 鎧甲偉大的開啟（帕拉道爾、布魯桑、鮑爾蒂）
- 魔偵探洛基RAGNAROK 魔妖畫 〜失去的微笑〜（老闆）
- 冒險時代活劇五右衛門（知識爺爺、玄武）

### 外語配音
- 魔境夢遊（三月兔）
- 打獵季節
- 鱷魚先生2（戴亞蒙）
- 交涉人（理查・卡斯摩爾）
- 燃料庫 巨大地下要塞（法蘭克）
- 巴比倫5（吉卡爾大使）
- 飛鷹計劃
- 小淘氣看世界（因紐特人）
- 殭屍小子（海到疆師、張先生）
- 倫敦狗（治療專家）
- 王牌罪犯（彼得斯）

### 外語配音（動畫）
- 膽小狗英雄（英雄）
- 天才男孩-吉米
- 迷你樂一通（漢姆頓·J·豬）
- Mucha Lucha（旁白、路查波特）

### 電視節目
- 聚集！剪刀石頭步（伍坦）

### 其他
- 卡通頻道地點CM（英雄）

## 外部連結
- Production baobab事務所公開簡歷 （页面存档备份，存于）